# Антігона (п'єса)
Антігона (фр. вимова: [ɑ̃tiɡɔn]) — п'єса Жана Ануя, написана в 1942 році й уперше поставлена 13 лютого 1944 року в театрі Ательєр. Вона є другою з Ануєвих драм, натхненних грецькою міфологією після «Еврідіки» (після неї він також написав «Медею», «Tu étais si gentil quand tu étais petit», «Едіп, або Кульгавий король»). Але через умови та контекст, у яких була поставлена п'єса, «Антігона» вважається найкращою і найвідомішою драмою Ануя. 

## Історія постановок

### Оригінальна постановка
Вперше «Антігона» була поставлена в Парижі в театрі «Ательє» 6 лютого 1944 року, під час нацистської окупації. Через це, п'єса навмисно неоднозначна щодо неприйняття влади (в особі Антігони) та її прийняття (в особі Креона). Однак, паралелі з французьким Опором та нацистською окупацією є очевидними. У цій постановці акторами були Монель Валентен (у ролі Антігони), Жан Деві (Креон), Сюзанна Флон (Ісмена) та Андре Ле Ґалль (Гемон), а за постановку, декорації та костюми відповідав Андре Барсак.

### Британська прем'єра
Британська прем'єра «Антігони» відбулася 10 лютого 1949 року у Новому театрі «Олд Вік» у Лондоні. Постановку здійснив Лоуренс Олів'є.

### Інші версії
Актриса Кетрін Корнелл виступила продюсером і виконавицею головної ролі у постановці 1946 року в Національному театрі у м. Вашингтоні. Седрік Гардвік зіграв роль Креона. Також у виставі грали Берта Белмор, Веслі Едді, Рут Маттесон, Джордж Метьюз, Олівер Кліфф, Марлон Брандо (Гонець), Майкл Гіґґінс (Третій стражник). Постановку здійснив Гатрі МакКлінтік. Переклад здійснив Льюїс Ґалантьєр. З того часу п'єса була багаторазово опублікована. У 1959 році п'єсу поставили в театрі на Східній 74-й вулиці в Мангеттені, Нью-Йорк.
У 1959 році вийшла англомовна телевізійна постановка від BBC з Дороті Тутін у головній ролі.
У 1974 році вийшла американська телевізійна постановка п'єси, показувана на каналі PBS's Great Performances, з Женев'євою Б'южольд і Стейсі Кіч у головних ролях.
Існують також переклади п'єси англійською, зроблені Барбарою Брей у 1987 році та Джеремі Самсом у 2002 році.
Українською мовою п'єса перекладалась Женею Васильківською та виданий у 1960-х у видавництві «На горі», а також Катериною Квітницькою-Рижовою та виданий київським видавництвом «Основи» у 1993 році.